# Aéroport de Saint-Pierre Pierrefonds
De luchthaven Saint-Pierre Pierrefonds (Frans: Aéroport de Saint-Pierre Pierrefonds) bevindt zich aan de zuidelijke kant van het eiland Réunion, ongeveer 5 km ten westen van de stad Saint-Pierre. Het is de kleinste van de twee luchthavens op Réunion, na de luchthaven Réunion Roland Garros die aan de noordkant ligt. Er is één start- en landingsbaan van 2.100 meter lengte.
Uitbater van de luchthaven is de Régie Aéroport de Saint-Pierre Pierrefonds, die onderdeel is van het Syndicat Mixte de Pierrefonds. Daarin zijn de regio, het departement en elf gemeenten uit de buurt vertegenwoordigd.

## Geschiedenis
De luchthaven werd op 19 december 1998 geopend door Jean-Jack Queyranne, staatssecretaris voor Franse overzeese gebieden en op dat moment tevens interim minister van binnenlandse zaken. De volgende dag kwam de eerste commerciële vlucht aan, een ATR 42 van Air Mauritius die de verbinding met het eiland Mauritius opende, die gezamenlijk werd uitgebaat door Air Mauritius en Air Austral.
Op 24 juli 1999 voerde de maatschappij TTAM (Travaux et Transports Aériens de Madagascar) haar eerste vlucht uit naar Madagaskar met een ATR 42 (TTAM ging in 2000 failliet).
In 2000 werd de startbaan verlengd van 1.500 m naar 1.850 m. In 2006 gebeurde dat nogmaals tot 2.100 en ook verbreed tot 45 meter.
Op 18 december 2000 werd de 100.000e passagier geteld.
Op 21 december 2001 opende Air Madagascar een lijnvlucht naar Antananarivo, maar die werd al stopgezet in januari 2002 omwille van de politieke situatie in Madagascar; ze werd heropend in november 2004.
In juli 2004 vestigde de helikopterfirma Corail Hélicoptères, die onder meer toeristische vluchten aanbiedt, zich op het vliegveld.
In oktober 2005 werd de 500.000e passagier geteld sedert de opening van de luchthaven. In november 2009 werd het miljoen bereikt.

### Luchtverkeer
De luchthaven telde in 2009 2.836 commerciële vluchtbewegingen en 126.651 passagiers.
Anno 2010 wordt de luchthaven bediend door:
- Air Austral met ATR 72 of Boeing 737.
- Air Mauritius met ATR 72 of Airbus A319.
- Air Madagascar met ATR 42 of ATR 72.

Behalve de verbinding naar Mauritius gaan alle vluchten vanuit Saint-Pierre Pierrefonds via de luchthaven Roland Garros.